# Papežské právo
Za instituty papežského práva se považují ty církevní instituce (řeholní a sekulární instituty, společnosti apoštolského života), které zřídil Svatý stolec nebo které schválil formálním dekretem. Instituce papežského práva jsou, pokud jde o vnitřní režim a disciplínu, bezprostředně a výlučně závislé na Apoštolském stolci.

## Historie
Až do 19. století se řeholní komunity dělily na řády se slavnými sliby a kongregace s jednoduchými sliby. Pouze slavné sliby měly před církví a civilními úřady hodnotu.
V roce 1215 papež Inocenc III. na IV. lateránském koncilu stanovil, že bez papežského souhlasu nelze založit žádný řád. Biskupové si však ponechali právo zakládat komunity, jejichž členové žili jako řeholníci, aniž by jimi skutečně byli. Později tyto skupiny přijaly název kongregace jednoduchých slibů.
Kongregace jednoduchých slibů, zejména ženské, se v průběhu 17. a 18. století značně rozmnožily a na počátku 19. století se mnohé z nich snažily o papežské uznání v Římě. V roce 1816 začal Svatý stolec schvalovat kongregace jednoduchých slibů, které však nadále nebyly uznávány jako řeholní instituty.
V roce 1854 vypracoval Giuseppe Andrea Bizzarri, sekretář Kongregace biskupů a řeholníků, z pověření papeže Pia IX. postup pro schvalování kongregací s jednoduchými sliby, který byl biskupům sdělen v roce 1861.
Tímto novým postupem se formálně odlišilo založení institutu biskupem a jeho schválení Svatým stolcem. Po svém založení měl mít institut status „diecézního práva“ a zůstat pod ochranou biskupů diecézí, v nichž sídlil. Jakmile by jeho význam rostl, Svatý stolec by novému institutu udělil dekret chvály (Decretum laudis), čímž by ho postavil pod svou přímou ochranu, a institut by získal status „papežského práva“.
Rozdíl mezi právním statusem institutu diecézního a papežského práva byl definitivně vymezen apoštolskou konstitucí Conditae a Christo (8. prosince 1900) papeže Lva XIII.